# Lernaeenicus radiatus
Lernaeenicus radiatus  (лат.) — вид эктопаразитических морских челюстеногих из семейства Pennellidae. Вызывает у рыб потерю чешуи, эрозию тканей и язву.
Поражает различные виды морских рыб, в том числе Alosa aestivalis, Anchoa mitchilli, Anchoa mitchilli, Brevoortia patronus, Brevoortia smithi, атлантический менхэден, Centropristis striata, Fundulus heteroclitus, Fundulus majalis, Micropogon undulatus, Micropogonias undulatus, Peprilus paru.

## Синонимы
В синонимику вида входят следующие биномены:
- Lernaeenicus septemramosus (Fowler, 1912)
- Lernaeocera radiata Le Sueur, 1824
- Lernaeonema radiata (Le Sueur, 1824)
- Lerneoceropsis septemramosus Fowler, 1912